# متون اوگاریتی

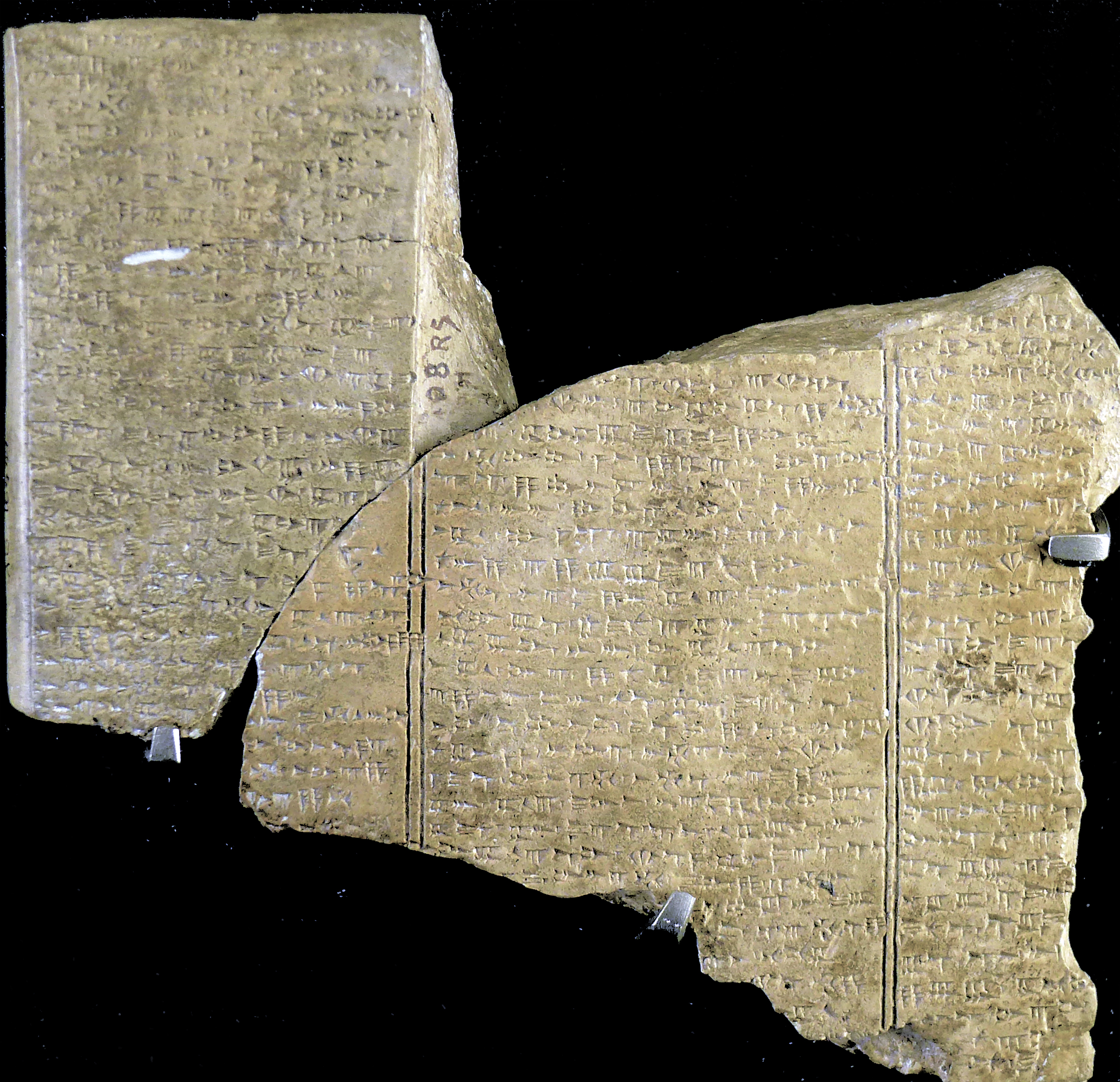
چرخه بعل، مشهورترین متن اوگاریتی، به نمایش درآمده در لوور

متون اوگاریتی مجموعه‌ای از متون کهن خط میخی هستند که در سال ۱۹۲۸ در اوگاریت (راس شمرا) و راس ابن هانی در سوریه کشف شدند و به زبان اوگاریتی نوشته شده‌اند، زبانی که در غیر این صورت ناشناخته و از زبان‌های سامی شمال‌غربی است. تاکنون حدود ۱۵۰۰ متن و قطعه کشف شده است. این متون در سده‌های سیزدهم و دوازدهم پیش از میلاد نوشته شده‌اند.
مشهورترین متون اوگاریتی شامل حدود پنجاه حماسه هستند. سه متن ادبی اصلی این مجموعه عبارتند از: چرخه بعل، افسانه کرت، و داستان اقحت. سایر متون شامل ۱۵۰ لوح دربارهٔ آیین‌ها و مناسک اوگاریتی، ۱۰۰ نامهٔ مکاتبات، تعداد بسیار کمی متن حقوقی (که زبان اکدی به‌عنوان زبان حقوقی زمان آن‌ها محسوب می‌شود)، و صدها متن اداری یا اقتصادی هستند.
در میان متون اوگاریتی، فهرست‌های حروف الفبایی (الفبایی) منحصر به فردی یافت شده‌اند که نخستین نمونه‌های شناخته‌شده از این نوع هستند. این فهرست‌ها شامل فهرست حروف به‌صورت میخی الفبایی هستند که نه تنها ترتیب متعارف الفبای فنیقی بعدی را نشان می‌دهند، بلکه نام‌های سنتی حروف را نیز بیان می‌کنند.
سایر لوح‌های یافت‌شده در همان منطقه به زبان‌های میخی دیگر (زبان سومری، زبان هوری و زبان اکدی)، همچنین زبان مصری و زبان لووی با خط هیروگلیف و زبان اتیوکرتی (کیپرو-مینویی) نوشته شده‌اند.

## اکتشافات

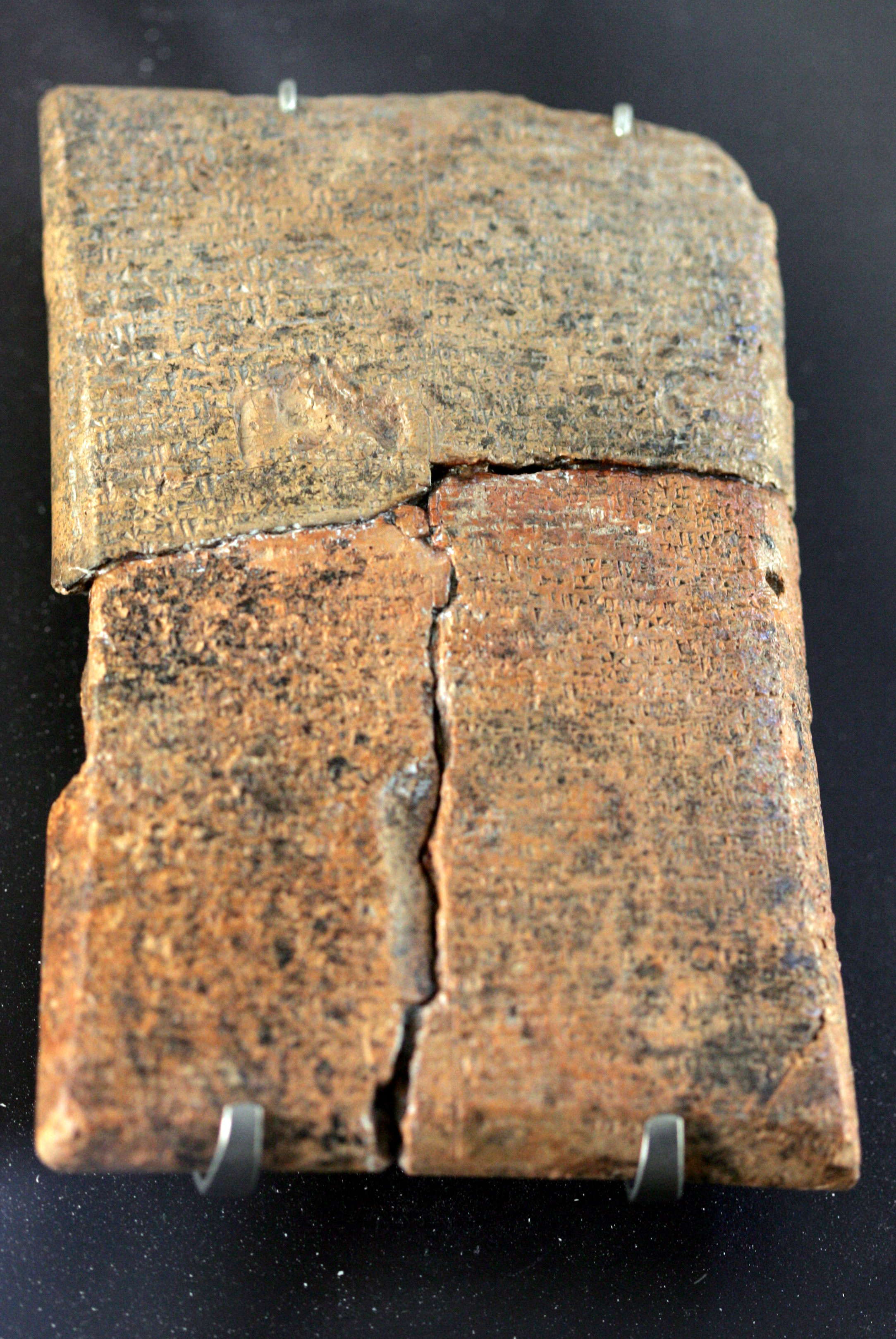
حماسه دانیل، در موزه لوور

### اکتشاف اولیه
در جریان کاوش شهر اوگاریت، که به‌طور تصادفی در سال‌های ۱۹۲۸–۱۹۲۹ در راس شمرا، سوریه، کشف شد، چندین پیکره متنی از لوح‌های گلی با خط میخی پیدا شد که همگی به دورهٔ پایانی اوگاریت، حدود ۱۲۰۰ پیش از میلاد، مربوط می‌شوند. این متون به زبانی نوشته شده بودند که در غیر این صورت ناشناخته و از زبان‌های سامی شمال‌غربی بود.
لوح‌های دیگری که در همان منطقه پیدا شدند، به زبان‌های دیگر مانند زبان سومری، زبان هوری، زبان اکدی، و همچنین هیروگلیف‌های مصری و زبان لووی و زبان اتیوکرتی (کیپرو-مینویی) نوشته شده بودند.
این لوح‌ها در کتابخانهٔ خصوصی کاخ دیپلماتیک (کاخ رپانو) و کتابخانهٔ معبد او یافت شدند. این کتابخانه‌ها در زمان خود نادر بودند و شامل مجموعه‌های متنی دیپلماتیک، حقوقی، اقتصادی، اداری، علمی، ادبی و مذهبی بودند.

### کاوش‌های ۱۹۵۸
در جریان کاوش‌های سال ۱۹۵۸، کتابخانهٔ دیگری از لوح‌ها کشف شد. این لوح‌ها اما در بازار سیاه فروخته شدند و بلافاصله بازیابی نشدند. این مجموعه که به نام «لوح‌های راس شمرا کلرمونت» شناخته می‌شود، اکنون در مؤسسهٔ باستان‌شناسی و مسیحیت دانشگاه کلرمونت، کلرمونت (کالیفرنیا)، نگهداری می‌شود و در سال ۱۹۷۱ توسط لوران آر. فیشر ویرایش شد.

### کاوش‌های ۱۹۷۳
پس از سال ۱۹۷۰، کلود شفر را آنری دو کونتنسیون، سپس ژان مارگرون، مارگریت یون، ایو کالوت و بسام جاموس دنبال کردند که از سال ۲۰۰۵ به‌عنوان مدیرکل باستان‌شناسی و موزه‌ها منصوب شد. در سال ۱۹۷۳، بایگانی حاوی حدود ۱۲۰ لوح در جریان کاوش‌های نجات کشف شد.

### کاوش‌های ۱۹۹۴
در سال ۱۹۹۴، بیش از ۳۰۰ لوح دیگر مربوط به پایان عصر برنز متأخر درون یک سنگ‌نمای بزرگ کشف شد.

## متون برجسته

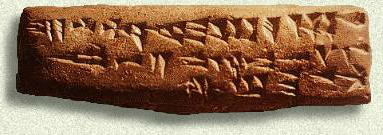
تمرین الفبایی به خط میخی اوگاریتی

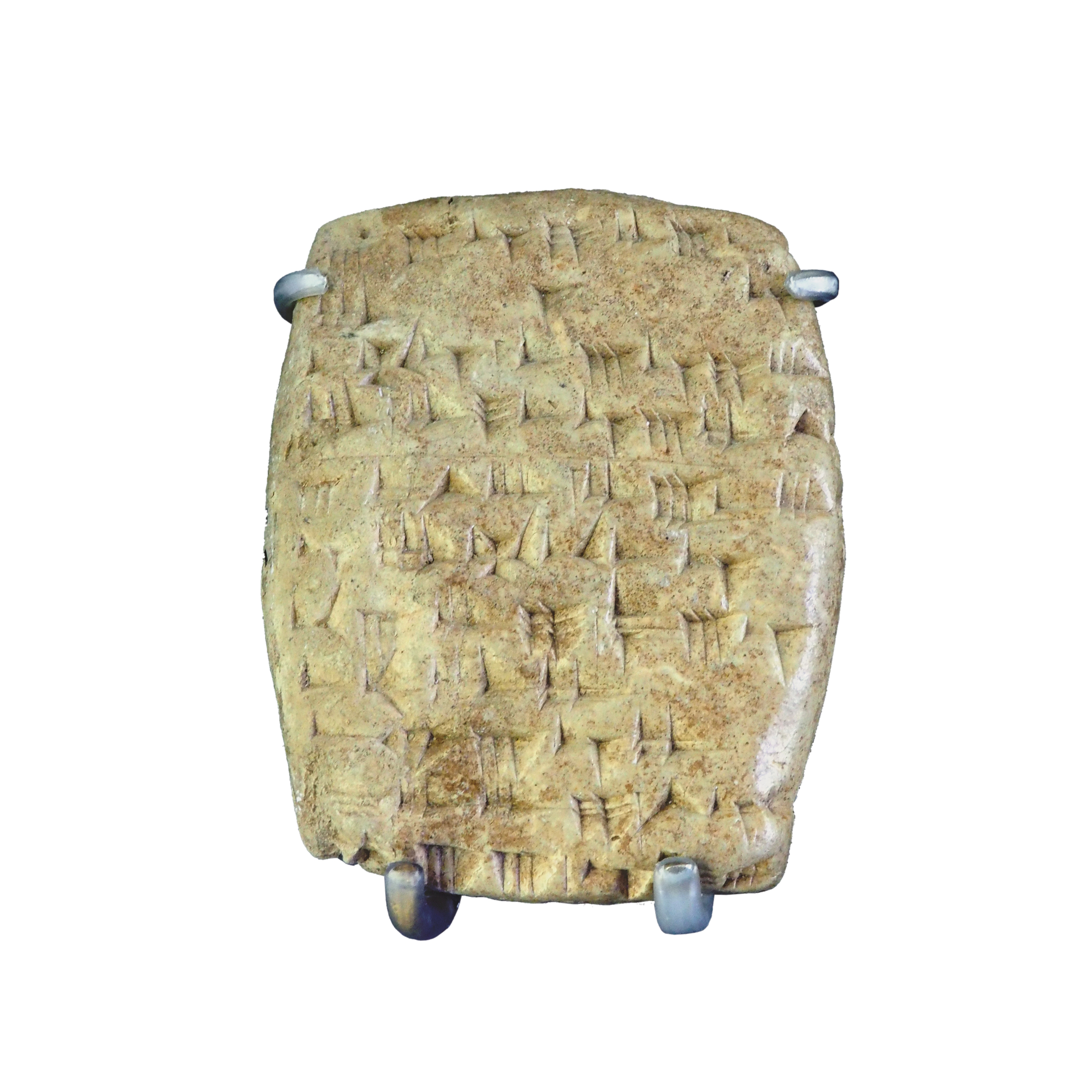
نامه‌ای به زبان اوگاریتی

تاکنون حدود ۱۵۰۰ متن و قطعه کشف شده که همگی به سده‌های سیزدهم و دوازدهم پیش از میلاد برمی‌گردند. مشهورترین آن‌ها حدود پنجاه حماسه هستند، از جمله چرخه بعل، افسانه کرت و داستان اقحت. این متون پایه‌های آیین و اسطوره‌های بعل را در کنعان شرح می‌دهند. سایر متون شامل لوح‌های آیینی، نامه‌های مکاتبات، متون حقوقی، و متون اقتصادی و اداری هستند.